# Orange Amplification

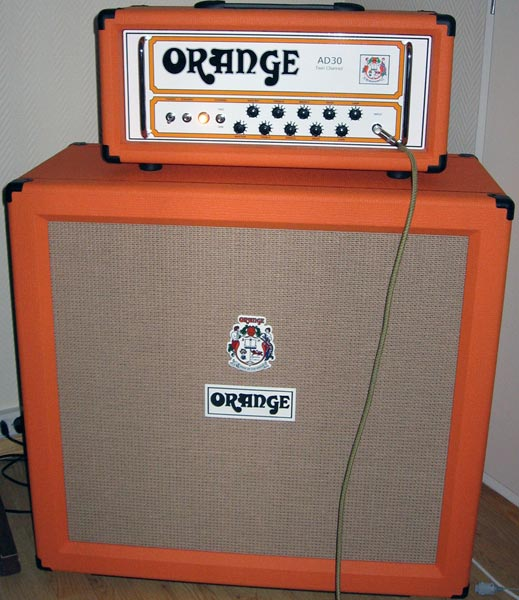

Orange Amplification è un'azienda inglese appartenente al Gruppo Orange Music Electronic Company Ltd, produttrice di amplificatori valvolari per strumenti a corda quali chitarra elettrica e basso elettrico fondata nel 1968.

## Storia

### 1968, la fondazione
La Orange fu fondata nel 1968 da Clifford Cooper a Londra. Orange Amps and P.A. (Public Address).
La Orange nacque come uno studio di registrazione e fu uno dei primi ad avere un mixer IBC, il quale era originariamente di proprietà di Joe Meek, leader dei The Millionaires e appunto con l'IBC, Joe Meek e la sua band registrarono presso lo studio Orange, intorno alla metà degli anni '60.
Nell'estate del 1968 Cliff Cooper acquistò una testata da 30 Watt “serie 2000”. La testata venne commissionata ad una piccola ditta del Nord dell'Inghilterra il cui nome era "Radio Craft".  Marchiata Matamp, fu la prima di una lunga serie di testate con tale marchio, sostituito poi con il più conosciuto marchio Orange.
Nell'autunno dello stesso anno Cliff Cooper, titolare del marchio Orange (marchio che avrebbe dovuto occuparsi di molteplici aspetti legati alla musica, con la creazione di “sottomarchi” quali Orange Publishing; Orange Agency; Orange Records; Orange Music and Orange Recording Studios) richiese alla stessa Matamp, nome derivato dal fondatore Mat Mathias, alcune testate e cabinets da 100 Watt.
Le coperture avrebbero dovuto essere di un arancio brillante, le scritte sostituite da simboli bizzarri, le manopole simili a quelle utilizzate sulle apparecchiature in uso negli anni '50. Avrebbero dovuto inoltre essere dotate di robuste maniglie cromate abbinate a chassis indistruttibili come pure indistruttibili sarebbero dovuti essere i cabinets di legno.
Essendo Cliff amico dei Fleetwood Mac, fornì loro una mezza dozzina di ampli che fecero conoscere al grande pubblico il marchio Orange/Matamp. Nell'anno successivo, con l'introduzione delle prime testate di 200 watt di potenza e con la tournée dei Fleetwood Mac negli States, si consolidò la fama di questi ampli a livello mondiale. Ma Peter Green non era molto soddisfatto della troppa pulizia sonora di questi ampli e Cliff chiese al suo staff di implementarne la distorsione.
A questo punto gli ampli divennero più appetibili per i musicisti (fra i più famosi Stevie Wonder, BB King, Jimmy Page, John Mayall, Ike and Tina Turner, e James Brown) ed il successò si consolidò nei primi anni settanta, con l'introduzione degli Orange Graphic Amplifier OR series da 120 e da 80 watt sino alla presentazione del modello OD 120 nel 1975, provvisto di Master Volume.
Gli amplificatori Orange erano inizialmente solo testate valvolari, concepite per essere accoppiate con una cassa separata. La testata più famosa e che ebbe maggiore successo fu la OR120, e più tardi anche la OD120, modello con anche l'overdrive e una manopola per il controllo del volume generale.
Molti amplificatori per chitarra erano basati su un circuito di output che utilizzava le valvole EL34, famose nel Regno Unito grazie a grandi ditte come la Marshall Amplification e la Hiwatt che le utilizzavano nei loro prodotti, ed erano disponibili in testate separate dalle casse.

### Dagli anni 70 al 2000
Nel 1970, la Orange realizzò un amplificatore ibrido accoppiato con dei controlli mixer ma con una potenza valvolare (uno dei primi combo).
Negli ultimi anni, la Orange ha anche prodotto dei combo per chitarra e per basso.
Fra la fine degli anni '90 e l'inizio anni 2000, la Orange realizzò con grande successo di vendite, una serie di combo totalmente valvolari, come l'Ad 15/12, l'Ad 30R e l'Ad 30TC. l'Ad 15/12, di Classe A, con un singolo cono, 15 watt di potenza, è ora fuori produzione e molto ricercato.

### Anni 2000
Nel 2001, la Orange ha introdotto la serie Solid State Crush e nel 2004 ha creato la serie Rocker.
Questa serie consiste in cinque differenti modelli di amplificatori (testate). Queste sono la Rocker 30, che ha il classico suono del British Rock, 2x EL34 di potenza valvolare e coni di Classe A e attualmente, è l'unico amplificatore 1x12 combo.
I Rockerverb utilizzano un circuito simile, ma hanno un extra gain e un suono più moderno.
Questi hanno anche il riverbero. Il Rockerverb è realizzato con una testata a 50 Watt (4x 6V6 di potenza valvolare) e a 100 Watt (4x EL34 di potenza valvolare. Possibilità di montare anche valvole differenti 6CA7/6L6/5881/KT88 semplicemente regolando il bias).
Nel 2010 vede la luce la Rockerverb MKII, una rivisitazione della Rockerverb classica con migliorie al send-return e l'aggiunta del controllo dei medi sul canale del pulito. Questa modifica interessa anche la serie Rockerverb Combo.
Nel 2006 la Orange ha introdotto due nuovi amplificatori. La testata Tiny Terror, piccola e facilmente trasportabile, è utilizzata anche da band molto pesanti tipo gli Slipknot.
Infine la Thundereverb 200, che è un ampli sia per chitarra che per basso a 200 watt di potenza (6x6550).
Inoltre esiste una versione più piccola del Thunderverb, ovvero il Thunderverb 50, appunto con 50 watt di potenza, e il Th30, testata classe A interamente valvolare 30w con due canali separati, Clean/Overdrive valvole EL84, send return e possibilità di switchare la potenza da 30w a 15w e con l'apposito selettore posteriore si possono isolare due finali per diminuire il suono portandolo a 15w e 7w. Non è dotato di riverbero integrato
Nel 2008 la Orange ha prodotto un remake della testata Pics only per il quarantesimo anniversario dell'azienda. Una testata a 50 Watt con un monocanale che non presenta scritte ma solo icone. Furono realizzate 40 testate customizzate con differenti circuiti e con nomi di donna al posto del numero di serie. Esiste anche una versione non customizzata, ovvero la OR50H e in numero non limitato.

## Caratteristiche degli amplificatori Orange
Il suono degli amplificatori prodotti dalla Orange si caratterizza per il calore e la ricchezza timbrica, tale caratteristica è dovuta all'impiego di un circuito valvolare nella costruzione degli apparecchi. Gli amplificatori Orange si contraddistinguono inoltre dal punto di vista estetico per quell'acceso colore arancione che li rende riconoscibili anche da lontano.
Clifford Cooper utilizzò il tolex arancione perché all'epoca era quello più economico.
Sono molto richiesti negli ultimi anni soprattutto per un ritorno a quelle sonorità caratterizzanti gli anni sessanta/settanta.

## Gamma amplificatori Orange
Serie Thunderverb/Thunder
- Thunderverb 200
- Thunderverb 50
- Thunder 30

Serie Rocker
Suono moderno, prodotto in Inghilterra, in produzione del 2004.
- Rocker 30 Head
  - Rocker 30 Combo

Serie Rockerverb
Versione della Rocker Series, ma con il riverbero.
- Rockerverb 100 Head
- Rockerverb 50 Head
  - Rockerverb 50 Combo

Serie AD
Un suono ancora più vintage, si suppone ispirato al famoso Vox AC30. Tutta la serie AD è valvolare e prodotta in Inghilterra.
- AD30 Twin Channel Head
  - AD30 Twin Channel Combo
  - AD5 Combo

Tiny Terror
Suono duro, completamente valvolare, 7 Watt classe A o 15 Watt classe A.
- Tiny Terror
  - Tiny Terror Combo

Casse (Speaker Cabinets)
Le casse Orange distribuite negli Stati Uniti sono costruite negli Stati Uniti, quelle reperibili in Europa sono prodotte in Inghilterra, tranne per la 1 x 12, che è prodotta in Cina.
- 1 x 12 - Celestion G12 Vintage 30 (60 Watts)
- 2 x 12 - Celestion G12 Vintage 30 (120 Watts)
- 4 x 12 - Celestion G12 Vintage 30 (240 Watts)
- 4 x 12 HP - Celestion G12K-100 (400 Watts)
- 4 x 12 AD (Andy Dunlop Signature Sloped Front Cab) - Celestion G12 Vintage 30 (240 Watts)

Serie Crush
Questa serie di Orange non è prodotta in Inghilterra.
- Crush 10
- Crush 15
- Crush 15 Reverb
- Crush 30 Reverb
- Micro Crush (1 watt output)

Serie Crush Bass
- Crush 20 Bass
- Crush 35 Bass

Bass Range
- AD200B Head
- 4 x 10 Speaker Cab
- 1 x 15 Speaker Cab

OR Series
Il remake della Pics Only
- OR50 40th Anniversary Custom Shop (Only 40 made)
- OR50 Non-Custom shop

Orange Custom Shop
- Retro 50 Head
- AD50 Head
- AD140 Head
- OR50 Head